# Distretto di Cho Moi (An Giang)
Il distretto di Cho Moi (vietnamita: Chợ Mới) è un distretto (huyện) del Vietnam  della provincia di An Giang nella regione del Delta del Mekong.
Ha una popolazione di 362 492 abitanti e occupa una superficie di 355 km², il capoluogo è Cho Moi.